# Neuseeländische Badmintonmeisterschaft 2018
Die Neuseeländische Badmintonmeisterschaft 2018 fand vom 16. bis zum 18. März 2018 in Wellington statt.

## Medaillengewinner
| Disziplin    | Gold                          | Silber                          | Bronze                         |
| ------------ | ----------------------------- | ------------------------------- | ------------------------------ |
| Herreneinzel | Abhinav Manota                | Dylan Soedjasa                  | Oscar Guo                      |
| Herreneinzel | Abhinav Manota                | Dylan Soedjasa                  | Samuel Ho                      |
| Dameneinzel  | Sally Fu                      | Roanne Apalisok                 | Ella Smith                     |
| Dameneinzel  | Sally Fu                      | Roanne Apalisok                 | Gaea Galvez                    |
| Herrendoppel | Maika Phillips Dylan Soedjasa | Samuel Ho Riga Oud              | Jonathan Curtin Dhanny Oud     |
| Herrendoppel | Maika Phillips Dylan Soedjasa | Samuel Ho Riga Oud              | Oscar Guo Dacmen Vong          |
| Damendoppel  | Anona Pak Christine Zhang     | Erena Calder-Hawkins Jasmin Ng  | Caragh Alley Aishwarya Nair    |
| Damendoppel  | Anona Pak Christine Zhang     | Erena Calder-Hawkins Jasmin Ng  | Sally Fu Alyssa Tagle          |
| Mixed        | Maika Phillips Anona Pak      | Abhinav Manota Justine Villegas | Dylan Soedjasa Christine Zhang |
| Mixed        | Maika Phillips Anona Pak      | Abhinav Manota Justine Villegas | Nicco Tagle Alyssa Tagle       |